# Canariphantes zonatus
Canariphantes zonatus är en spindelart som först beskrevs av Simon 1884.  Canariphantes zonatus ingår i släktet Canariphantes och familjen täckvävarspindlar. Utöver nominatformen finns också underarten C. z. lucifugus.